# 努赖
努赖（法語：Nourray，法語發音：[nuʁɛ]）是法国卢瓦-谢尔省的一个市镇，属于旺多姆区。

## 地理
努赖（47°43'3"N, 1°3'31"E）面积12.17 平方千米，位于法国中央-卢瓦尔河谷大区卢瓦-谢尔省，该省份为法国中北部省份，北起厄尔-卢瓦省，东北接卢瓦雷省，东南接谢尔省，南至安德尔省，西南接安德尔-卢瓦尔省，西北接萨尔特省。
与努赖接壤的市镇（或旧市镇、城区）包括：克吕舍赖、博斯地区于索、朗塞、圣阿芒-隆普雷、维勒拉布勒。

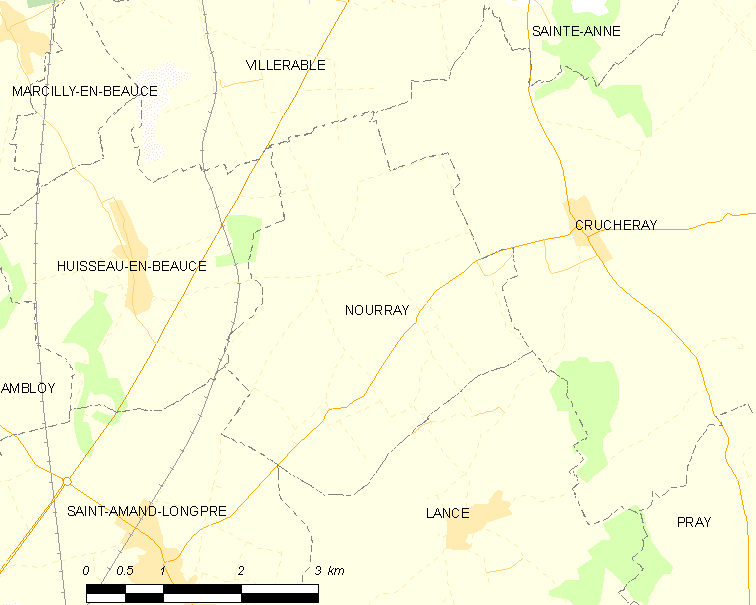
努赖的OSM定位图

努赖的时区为UTC+01:00、UTC+02:00（夏令时）。

## 行政
努赖的邮政编码为41310，INSEE市镇编码为41163。

## 政治
努赖所属的省级选区为卢瓦河畔蒙图瓦尔县。

## 人口

1962-2008年间努赖人口变化图示

努赖于2022年1月1日时的人口数量为126人。